# سعيد بصيري
سعيد بصيري ممثل ومونولوجست سعودي راحل له عديد من الأعمال، اشتهر باسم أبو عرام. أول أعماله الفنية مسلسل «أنا مين» عام 1968؛ تبعها العديد من الأعمال، أهمها مسلسل «ليلة هروب» و«دموع الرجال». كان من رواد المونولوج في المملكة العربية السعودية حيث قدم العديد من الأعمال على مدى أكثر من 20 عاماً على مسرح المركز الاعلامي. 
توفي عام 1997 بعد صراع مع المرض.